# Vindula melena
Vindula melena är en fjärilsart som beskrevs av Hans Fruhstorfer 1899. Vindula melena ingår i släktet Vindula och familjen praktfjärilar. Inga underarter finns listade i Catalogue of Life.